# Dödsmärkt (1979)
Dödsmärkt (engelska: Sidney Sheldon's Bloodline) är en amerikansk-tysk långfilm från 1979 i regi av Terence Young, med Audrey Hepburn, Ben Gazzara, James Mason och Claudia Mori i rollerna.

## Rollista
| Audrey Hepburn    | – Elizabeth Roffe       |
| Ben Gazzara       | – Rhys Williams         |
| James Mason       | – Sir Alec Nichols      |
| Claudia Mori      | – Donatella             |
| Irene Papas       | – Simonetta Palazzi     |
| Michelle Phillips | – Vivian Nichols        |
| Maurice Ronet     | – Charles Martin        |
| Romy Schneider    | – Hélène Roffe-Martin   |
| Omar Sharif       | – Ivo Palazzi           |
| Beatrice Straight | – Kate Erling           |
| Gert Fröbe        | – Inspector Max Hornung |
| Wolfgang Preiss   | – Julius Prager         |
| Marcel Bozzuffi   | – Man in Black          |
| Pinkas Braun      | – Dr. Wal               |
| Wulf Kessler      | – Young Sam Roffe       |